# Yvonne Riggebo
Yvonne Irene Marianne Riggebo, född den 14 november 1960 i Stockholm, är en svensk slagverkare. Hon spelade trummor i jazzgruppen Tintomara 1980–1982 och medverkade på musikalbumet Lek (1981). Hon har även medverkat som trumslagare i dans- och teateruppsättningar på Stockholms Stadsteater, Östgötateatern, Dramaten samt i fria grupper på 1980- och 1990-talen. 
Riggebo är utbildad på musik- och rytmiklärarlinjen vid Kungliga Musikhögskolan i Stockholm 1978–1984 och på slagverkspedagoglinjen vid Stockholms musikpedagogiska institut 1988–1991. Hon var verksam som musikpedagog 1984–2005.

## Teater

### Roller
| År   | Roll        | Produktion                   | Regi     | Teater                 |
| ---- | ----------- | ---------------------------- | -------- | ---------------------- |
| 1986 | Presentatör | Perikles William Shakespeare | Eva Ultz | Stockholms stadsteater |